# 稻森奈见
稻森奈见（日语：／ Inamori Nami，1993年10月15日—），日本女子柔道运动员。她曾代表日本参加2014年亚洲运动会柔道比赛，获得一枚银牌。她也曾在亚洲柔道锦标赛上获得二枚奖牌。